# Gao Mobo
Gao Mobo (auch: Mobo C. F. Gao, chin. 高默波; geb. 1952 als Gao Changfan 高常范 in Gao, Jiangxi, China) ist ein australischer Professor für chinesische Sprache und Literatur.

## Biografie
Gao Mobo wurde als Sohn von Bauern in China geboren. Als Kind erlebte er in seinem Dorf die Hungersnot nach dem Großen Sprung vorwärts. Zu Beginn der Kulturrevolution wurde er Barfußlehrer in der Dorfschule, nach einiger Zeit jedoch kritisiert und abgesetzt. 1973 verließ er das Dorf, um an der Universität Xiamen in Fujian Englisch zu studieren. 1977 ging er zum Studium nach Großbritannien, an die University of Wales, die University of Westminister und schließlich an die University of Essex in Colchester. Danach lehrte und forschte er über chinesische Sprache und Kultur an der Universität Oxford in Großbritannien und der Universität Harvard in den USA. 1990 emigrierte Gao nach Australien, um zunächst an der Universität Tasmanien in Hobart und danach an der Universität Adelaide zu arbeiten. Im Jahr 2008 wurde er zum Direktor des Konfuzius-Institutes an der Universität Adelaide ernannt. Er fährt häufig in sein Heimatdorf in China zurück, um seine Brüder zu besuchen, die noch dort leben.

## Forschungsschwerpunkte
Gao Mobo forscht und publiziert vor allem über
- das ländliche China
- zeitgenössische chinesische Politik und Kultur
- Migration aus China nach Australien[9]

Gao Mobo wurde zunächst mit seinem Buch Gao Village. Rural Life in Modern China (1999) bekannt, in dem er seinen Werdegang vom Bauernsohn aus China zum Universitätsprofessor im Ausland aus einer einzigartigen Perspektive beschreibt und die komplexen Veränderungen in seinem Heimatdorf darstellt, wobei er unter anderem auch positive Aspekte der Kulturrevolution hervorhebt und die Reformen seit 1978 zum Teil kritisch beleuchtet. Ein weiteres wichtiges Werk von Gao ist The Battle for China’s Past. Mao and the Cultural Revolution (2008).

## Publikationen

### Monografien
- Gao Village: Rural Life in Modern China, London: C. Hurst & Co. (Publisher) LTD; Hawaii: Hawaii University Press; Hong Kong: Hong Kong University Press; Bathurst: Crawford House Publishers, Australia, 1999, Taschenbuchausgabe von Hawaii University Press 2007.
- A Reference Grammar of Mandarin Chinese, Queensland: XACT Publications, 2000.
- Mandarin Chinese: An Introduction, Melbourne: Oxford University Press, 2000, Nachdruck 2002.
- The Battle of China’s Past: Mao and the Cultural Revolution, London: Pluto, 2008.

### Artikel (Auswahl)
- Chinese What Chinese: The Politics of Authenticity and Ethnic Identity, in Lee guan Kin (Hg.): National Boundaries and Cultural Configurations, Centre for Chinese Language and Culture and Global Publishing Co. Pte. Ltd. (in Druck).
- China and Capitalism: If Market Capitalism Is Good for the West, Why Is Capitalism with Chinese Characteristics Bad?, Critical Perspectives on China's Economic Transformation, Einleitung von Hari P. Sharma, Delhi, Daanish Bookjs, 2008.
- The Question of Land: An Alternative Model to Modernity?, in Joseph Cheng (Hg.): Challenges and Policy Programmes of Chinese Next Leadership, City University of Hong Kong Press, Hong Kong, 2007, S. 413–434.
- Chinese Media Coverage of 9/11, mit Ming Liang, in Tomasz Pludowski (Hg.): How the World's News Media Reacted to 9/11. Essays from Around the Globe, Marquette Books, Spokane, WA, 2007, S. 186–205.
- 關于「文化大革命」的記憶、思考和爭論：解讀「浩劫」話語 (Memories of the Cultural Revolution: Deconstructing the Holocaust Discourse), in Song Geng (Hg.): Globalization and Chineseness: Postcolonial Readings of Contemporary Culture (全球化與「中國性」：當代文化的後殖民解讀), Hong Kong University Press, Hong Kong, 2006, S. 247–260.
- Introduction, in Eric Shaoquan Zhang: The Impact of ELT on Ideology in China (1980-2000), Shanghai, Central China Normal University Press, 2006, S. 1–10.
- Communist Economic Model, in Thomas M. Leonard (Hg.): Encyclopaedia of the Developing World, Bd. 1, Routledge, New York and Oxon, 2006. S. 385–387.
- 书写历史和高家村, in Luo Gang, 《年思想文集》, Guilin 桂林, Guangxi Shi-Da chubanshe 广西师大出版社 2004, S. 266–273.
- The Rise of Neo-Nationalism and the New Left: A Post-Colonial and Postmodernism Perspective, in Leong Liew and Shaoguang Wang (Hg.): Nationalism, Democracy and National Integration in China, Routledge/Curzon, London, 2004, S. 44–62.
- The Great Wall that Divides Two Chinas and the Rural/Urban Disparity Challenge, in Joseph Cheng (Hg.): China's Challenges in the Twenty-First Century, City University of Hong Kong Press, Hong Kong, 2003, S. 533–557.
- 运用第一语言来学习第二语言, in Zhang Dexing and Li Xiaoqi (Hg.): 《队以英语为母语的汉语教学研究》. Beijing: Renmin jiaoyu chubanshe 人民教育出版社, 2002, S. 296–308.
- Influence of Native Culture and Language on Intercultural Communication: the Case of PRC Student Immigrants in Australia, in Jens Allwood and Beatriz Dorriots (Hg.): The Diversity of Intercultural Communication, Papers in Anthropological Linguistics 28, Universität Boteborg, 2002, S. 33–53.
- 从一个极端到另一个极端：是否该偏正一点儿？ in Yang Jianli (Hg.): 《红色革命和黑色造反》 Boston: Twenty-First Century Book Series Foundation for China in the 21st Century, 1997, S. 17–34.
- Welfare Problems and Needs for Migrant Workers in South China， in Wing Lo, Joseph Cheng (Hg.): Social Welfare Development in China, Constraints and Challenges, Imprint Publications, Chicago, 1997, S. 101–120.
- Self-Reference Materials: A Grammar Hand Book, in Mary Farquhar, Penny McKay (Hg.): China Connections: Australia Business Needs and University Language Education, National Language and Literacy Institute of Australia, Canberra, 1996, S. 246–257.
- 毛泽东的幽灵还在大陆徘徊:毛死后的中国经济改革以及中国人的态度, In: 《香港科学学报》 2 (Frühjahr 1996).
- 儒学对孙中山思想的影响, mit 罗耀九, in: 《学术月刊》 11 (1996).
- 后毛时代的中国经济改革以及中国人的态度, in: 《香港社会科学学报》 7 (1996).
- Migrant Workers from Rural China: Their Conditions and Some Social Implications for Economic Development in South China, in David Schak (Hg.): Entrepreneurship Economic Growth and Social Change: The Transformation of Southern China, Centre for the Studies of Australian and Asian Relations, Queensland, 1994, S. 21–38.

### Buchrezensionen
Seit 1990 veröffentlicht Gao zahlreiche Buchbesprechungen on-line und in Zeitschriften, u. a. in Portal, The International Journal of Humanities, Journal of Chinese Australia, China Study Group, Critical Asian Studies, Asia Media, Asian Studies Review, China Information, Pacific Asian Education, The Hong Kong Journal of Social Sciences, Journal of Contemporary Asia, Intercultural Communication, Bulletin of Concerned Asian Scholars, China Report (Neu-Delhi), International Migration Quarterly Review, Pacific-Asian Education, Ming Pao Monthly, The Babel, The Copenhagen Journal of Asian Studies, China Rights Forum, Australian Journal of Linguistics, Proceedings of Leiden Conference for Junior Linguists, New Statesman, Chinese News Digest, 《中国2000论坛》 (On-line-Zeitschrift), China and World (On-line-Zeitschrift), Australian-China Review und Australia-Asian Society of Tasmania Newsletter.